# Geologisches Museum von Guangxi
Das Geologische Museum von Guangxi (chinesisch 广西地质博物馆, Pinyin Guangxi dizhi bowuguan, englisch Guangxi Geological Museum / Geological Museum of Guangxi) ist ein geologisches Museum in der Stadt Nanning, der Hauptstadt des Autonomen Gebiets Guangxi der Zhuang-Nationalität. Es geht auf die 1958 eröffnete Geologische Mineralien-Ausstellungshalle von Guangxi zurück, die 1977 umgebaut wurde, 1989 wurde das Museum in der heutigen Form der Öffentlichkeit übergeben. Das Museum beherbergt eine Sammlung von über 10.000 Stücken.